# Krásný Les (okres Liberec)
Krásný Les (německy Schönwald) je obec v okrese Liberec, v Libereckém kraji. Leží ve Frýdlantském výběžku asi 3,5 km severovýchodně od města Frýdlantu na silnici do Jindřichovic pod Smrkem. V obci, která měla na začátku dvacátého století 1095 obyvatel, dnes žije 481 obyvatel. Je v ní mateřská a základní škola (1. – 3. třída). Obcí protéká Řasnický potok.
Krásným Lesem prochází železniční trať 039 z Frýdlantu do Jindřichovic pod Smrkem, na níž se nacházejí dvě železniční zastávky (Krásný Les a Krásný Les bažantnice).

## Historie
Obec vznikla patrně na počátku 14. století, první zmínka o ní je z roku 1346, kdy je v písemnostech míšeňského biskupství zmiňován zdejší kostel sv. Heleny. Je také uvedena jako součást frýdlantského panství v urbáři z roku 1381. Stejně jako okolní obce, byl i Krásný Les lenním statkem vlastněným v 15. a 16. století rodinou Etzelů. Roku 1574 zemřel bez potomků poslední z tohoto rodu – Wolf – a statek připadl Redernům. Obec měla úzké vztahy s Dolní Řasnicí, vsi měly společný hřbitov, u jehož zdi stávala dvojice pranýřů.

## Zajímavosti a pamětihodnosti
- Kostel sv. Heleny je nejstarší budovou obce. Jeho původně gotický ráz zanikl během úprav provedených letech 1769–71. Kazatelna z roku 1787 a přední část varhan jsou v rokokovém stylu. Kostel vyhořel roku 1992, byl však rychle opraven.
- Výklenková kaplička
- Přírodní památka Hadí kopec
- Památné stromy:
  - Klen v Krásném Lese (na jv. okraji obce u čp. 239)
  - Lípa u Barešů (na jižním okraji obce u čp. 37)
  - Lípa u Čmuchálků (ve východní části obce u čp. 81)
  - Lípa u Ticháčků (na jižním okraji obce u čp. 269)
  - Lípy na křižovatce (jižně od obce při křižovatce silnic)

## Významné osobnosti
- Gottfried Menzel, katolický kněz a přírodovědec, který sepsal první přírodovědecké informace o Frýdlantsku

## Galerie

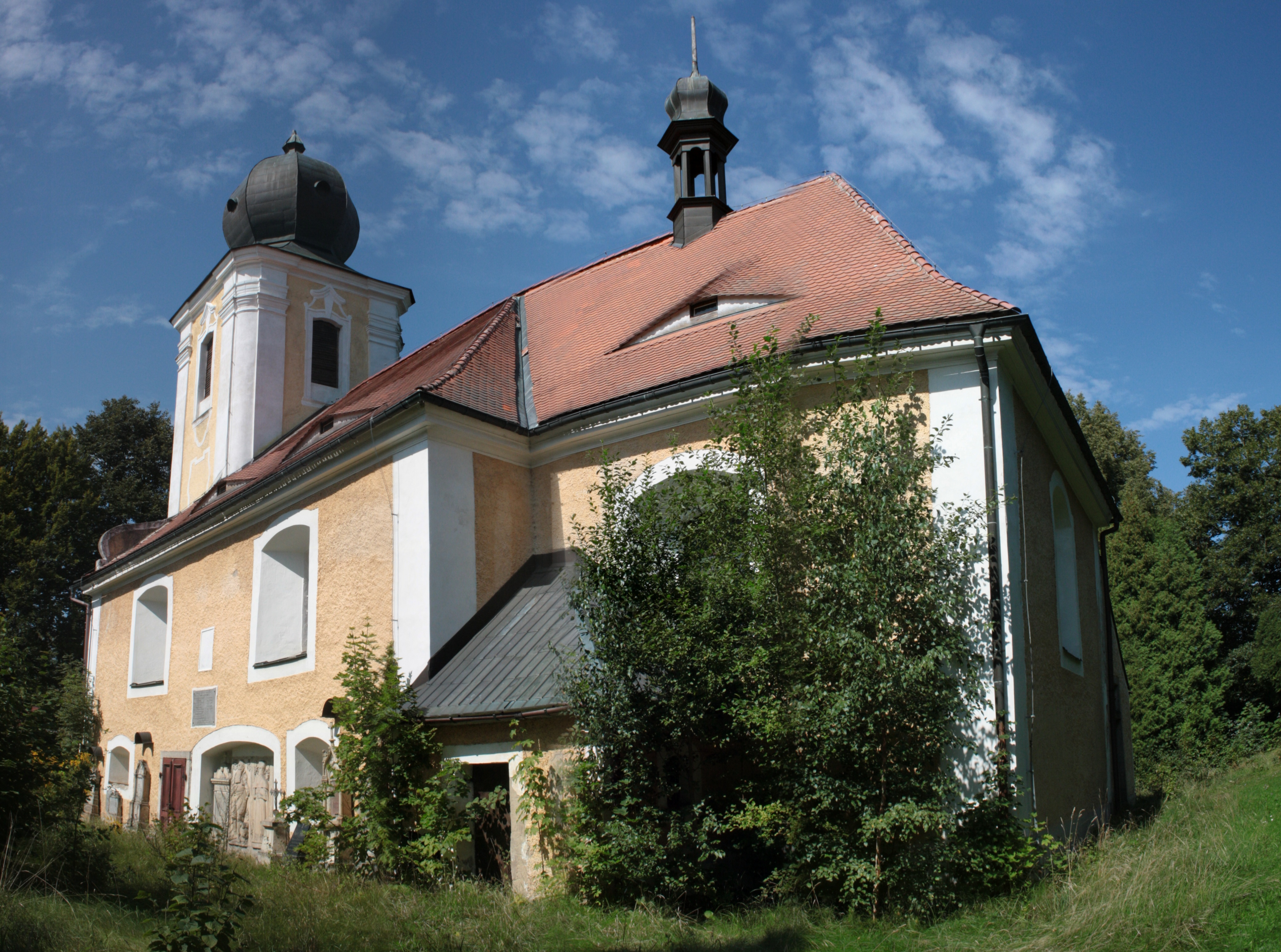
Kostel sv. Heleny
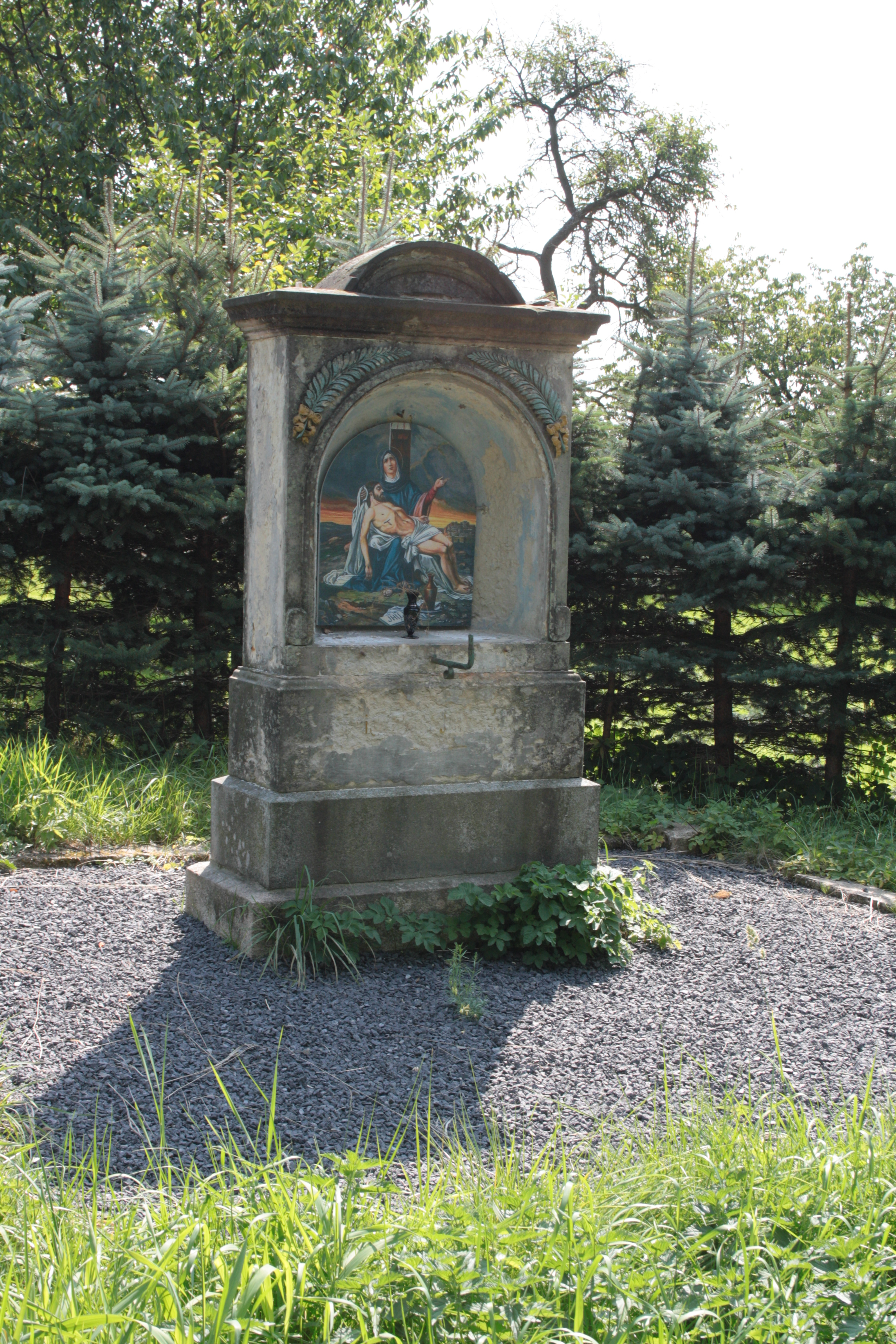
Výklenková kaplička
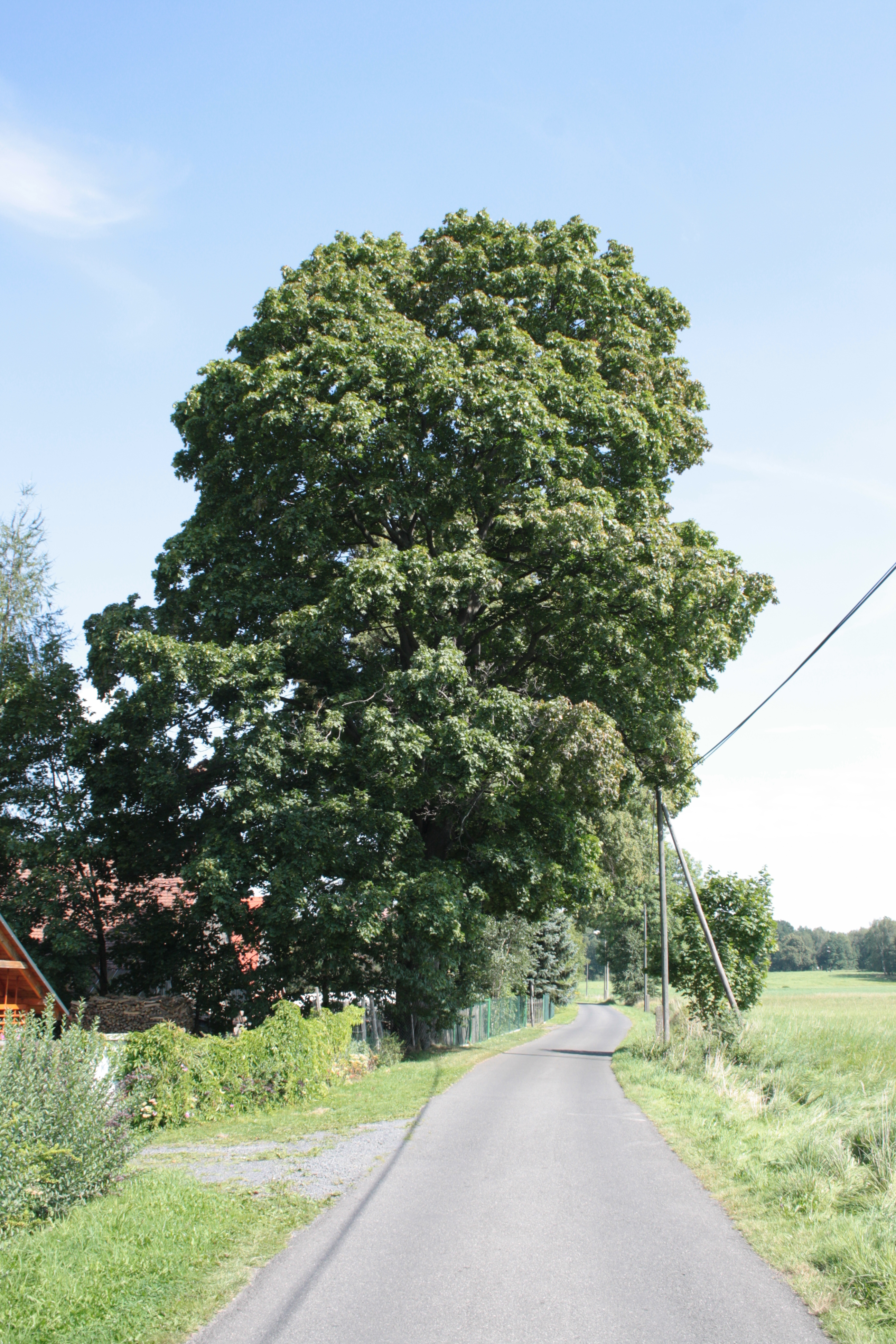
Lípa u Ticháčků
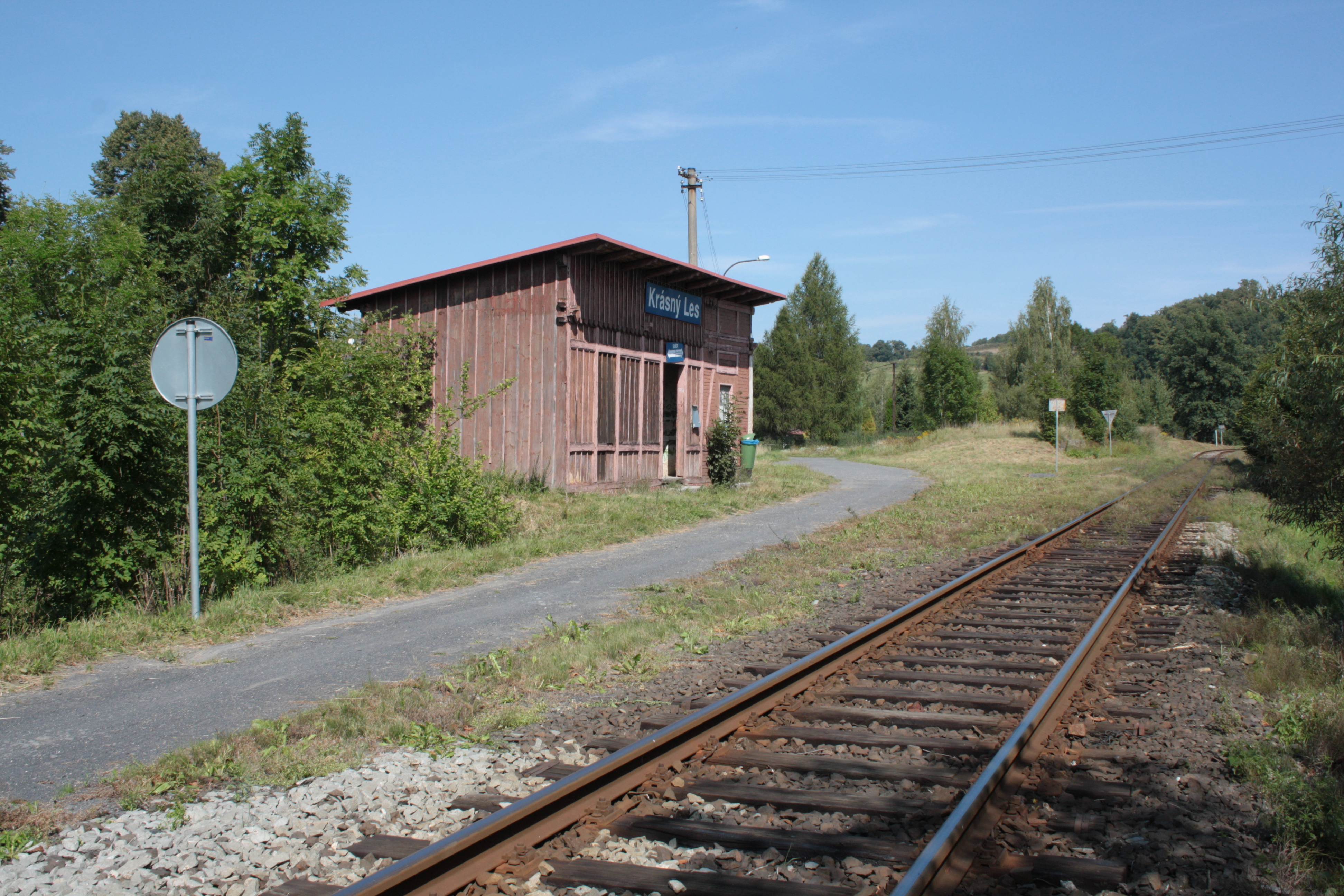
Železniční zastávka Krásný Les